# Dunajec-Durchbruch

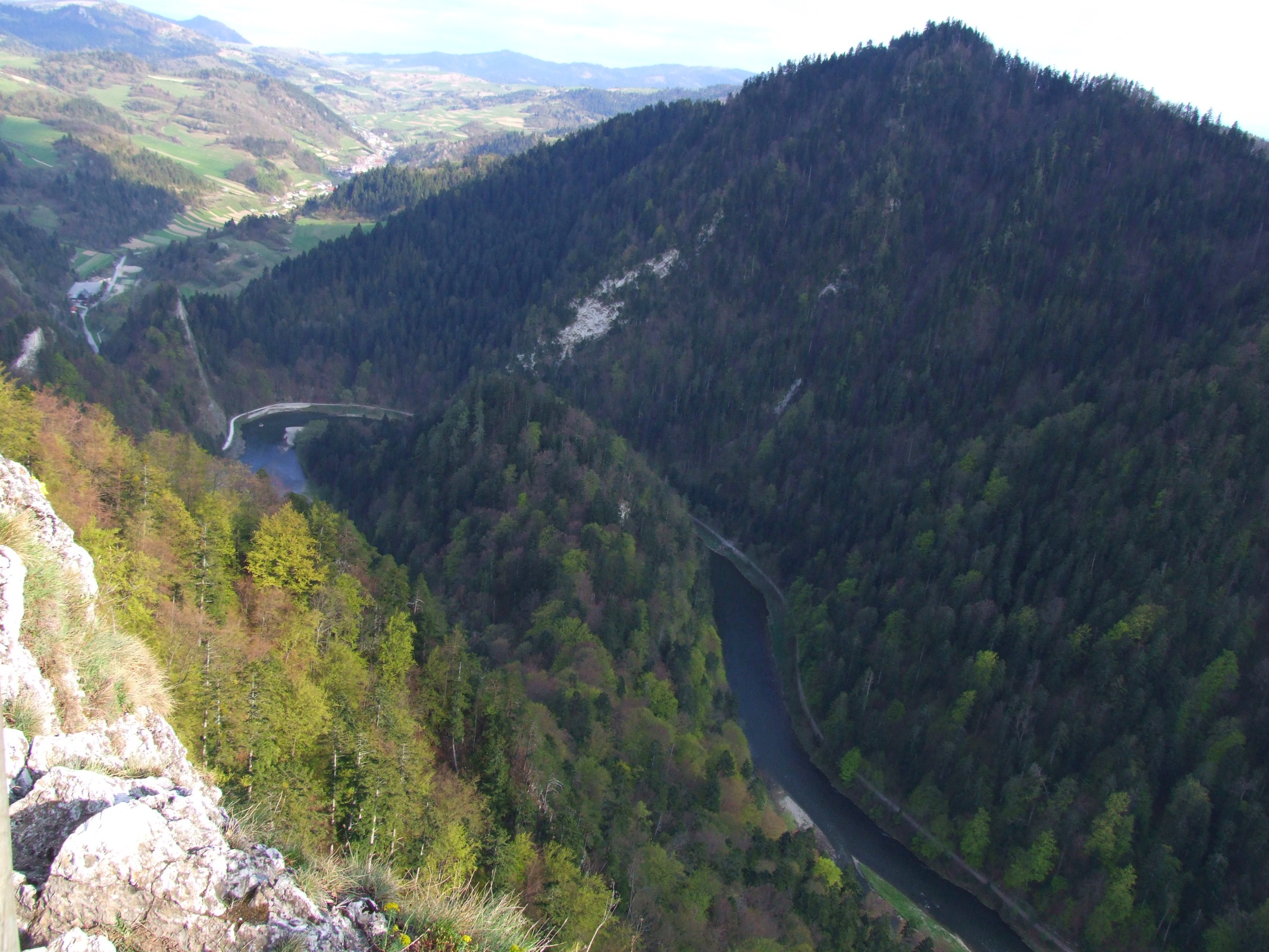
Blick vom Gipfel Sokolica nach Osten

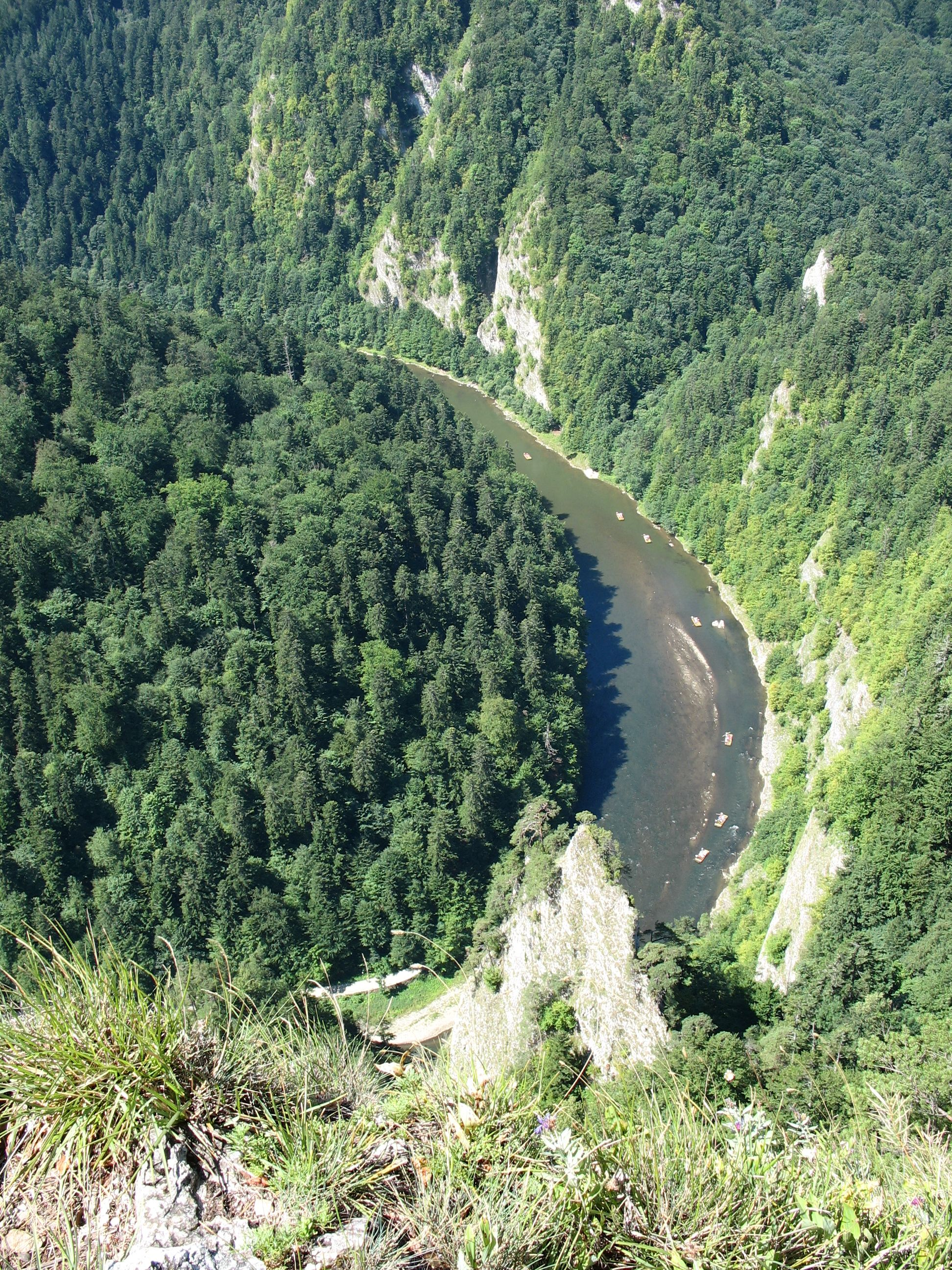
Blick vom Gipfel Sokolica nach Westen

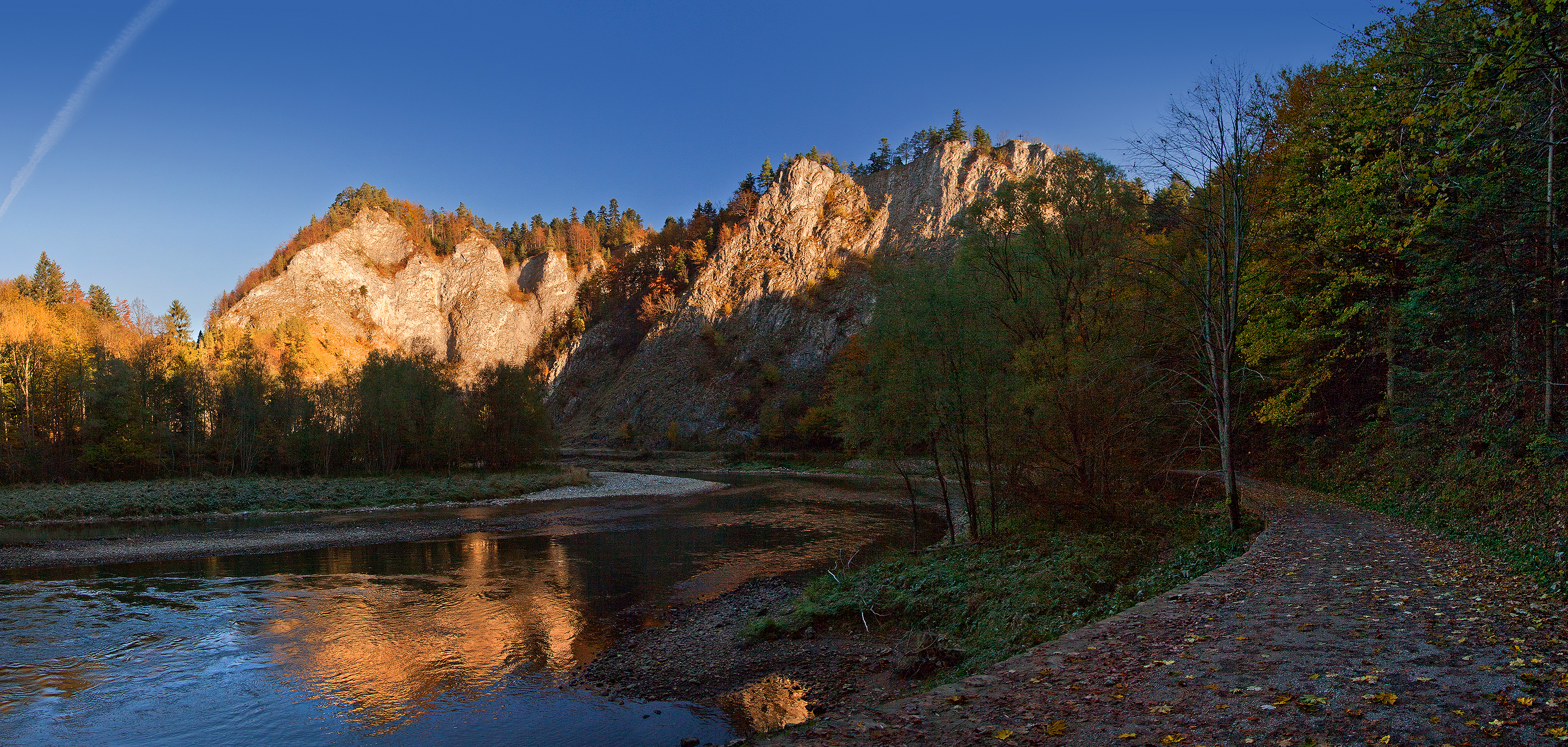
Blick vom Pieninenweg

Der Dunajec-Durchbruch (polnisch: Pieniński Przełom Dunajca) ist ein ca. 8 km langer Canyon des Dunajec durch das Gebirge der Pieninen (Mittlere Pieninen und Pieninki) zwischen Sromowce Niżne und Szczawnica. Der Fluss schlängelt sich durch das Gebirge, dessen steile Felswände bis zu ca. 350 m über dem Flussbett aufragen. Die Góralen bieten Floßfahrten von Sromowce Niżne durch den Canyon bis nach Szczawnica und Krościenko nad Dunajcem.

## Geologie
Die Pieninen bestehen aus Kalkstein aus der Kreidezeit (vor ca. 145–120 Millionen Jahre)n. Zum Entstehen des Durchbruchs gibt es mehrere Theorien. Es wird die Ansicht vertreten, dass der Ur-Dunajec bereits vor der Faltung und Auftürmung der Pieninen durch das Gebiet geflossen ist. Nach anderer Ansicht hat sich der Dunajec den Weg durch das bereits bestehende Gebirge im Miozän vor ca. 20 Millionen Jahren gebahnt.
In der Vergangenheit hat es zwei Durchbrüche des Dunajec durch die Pieninen gegeben. Bis 1997 wurde in dem höher gelegenen Durchbruch die Staumauer des Jezioro Czorsztyńskie gebaut. Dieser Durchbruch befindet sich heute ca. 50 Meter unter der Wasseroberfläche des Stausees.

## Geschichte
Das Holz aus der Tatra und den Gorce wurde bereits im Mittelalter in Harklowa zu Flößen zusammengefügt und auf dem Dunajec zur Weichsel und weiter nach Danzig geschifft, wo sie zum Schiffbau an der Ostsee verwendet wurden. Die ältesten Informationen über eine touristische Nutzung der Floßfahrten stammt aus dem 16. Jahrhundert. In der alten Kirche in Krościenko nad Dunajcem gibt es ein Fresko aus dem Jahr 1589, das eine solche Floßfahrt darstellt. Polographien im Kloster Červený Kláštor aus dem 17. Jahrhundert befassen sich ebenfalls mit der Floßfahrt. Ab ca. 1840 wurde die touristische Floßfahrt für die Gäste der Burg Niedzica und des Hofs in Czorsztyn sowie die Kurgäste in Szczawnica zu einem eigenen Wirtschaftszweig in den Pieninen. Ursprünglich begann die Floßfahrt unterhalb der Burg Czorsztyn. Seit dem Bau der Staumauer liegt die ursprüngliche Anlegestelle unter der Seeoberfläche und die Fahrten beginnen in Sromowce Wyżne und enden in Szczawnica (15 km flussabwärts) oder Krościenko nad Dunajcem (18,5 km flussabwärts). Die Floßfahrt dauert 2:30 h oder 2:45 h. Den Durchbruch kann man auch im Wildwasserkajak oder Rafting passieren. Auf dem Pieninenweg kann man entlang des Dunajec wandern oder Fahrrad fahren.